# Mörtevatten (Västerlanda socken, Bohuslän)
Mörtevatten är en sjö i Lilla Edets kommun i Bohuslän och ingår i Göta älvs huvudavrinningsområde.